# أرت برايس
أرت برايس (بالإنجليزية: Art Price)‏ هو لاعب كرة قدم أمريكية أمريكي، ولد في 17 مايو 1962.

## وصلات خارجية
- أرت برايس على موقع مرجع كرة القدم المحترفة.كوم (الإنجليزية)